# حسن بن زین‌الدین
ابومنصور حسن بن زین الدین، ملقب به جمال الدین، معروف به صاحب معالم فرزند، شهید ثانی، از فقهای بزرگ شیعه در سال (۹۵۹ قمری) در روستای جبع (جباع) از توابع جبل عامل لبنان به دنیا آمد.

## زندگینامه
صاحب معالم، حسن بن زین الدین بن علی بن احمد، ملقب به جمال الدین در سال (۹۵۹ قمری) در روستای جبع (جباع) از توابع جبل عامل لبنان به دنیا آمد. زمان تولد او را پدرش اینگونه نوشته است: «ابو منصور حسن ملقب به جمال الدین در آغاز شب جمعه، هفدهم ماه مبارک رمضان سال ۹۵۹ هجری در حالی متولد شد که خورشید در سوم درجه میزان و برج طالع آن عقرب بوده است.»
وی دارای خطی نیکو و صاحب طبع شعری بوده است.
صاحب معالم دو فرزند داشت که هر دو از پدر اجازه اجتهاد داشتند. ابوجعفر محمد، پدر شیخ علی و دیگری شیخ زین الدین اند که هر دو از دانشمندان معروف این سلسله اند. 
صاحب معالم در اول محرم سال (۱۰۱۱ هـ . ق) در ۵۲ سالگی در زادگاه خود درگذشت. 

## اساتید
وی به مدت چهار سال و به قولی هفت سال تحت تربیت پدرش قرار گرفت. پس از قتل پدر چند سالی نیز در زادگاه خود به سر برد و از عالمان آن دیار استفاده کرد.
استادان او در لبنان:
۱. سید علی صائغ
۲. سید نورالدین علی موسوی
۳. شیخ احمد بن سلیمان نباطی عاملی
۴. شیخ حسین بن عبدالصمد حارثی همدانی
۵. ملا عبدالله یزدی
استادان او در نجف:
۱. ملا عبدالله یزدی
۲. مقدس اردبیلی

## شاگردان
۱. نجیب الدین علی بن محمد بن مکی عاملی جبیلی
۲. سید نورالدین علی موسوی، معروف به نورالدین صغیر
۳. شیخ محمد، پسر وی
۴. شیخ علی، پسر دیگر وی
۵. سید نجم الدین بن محمد حسینی عاملی سکیکی
۶. سید علی حسینی عاملی
۷. شیخ عبدالسلام حر عاملی مشغری
۸. شیخ محمد حر عالمی مشغری
۹. سید محمد حسینی عاملی
۱۰. علی بن محمد حر عاملی مشغری

## آثار
۱. منتقی الجمان فی احادیث الصحاح و الحسان در حدیث؛ 
۲. التحریر الطاووسی در رجال؛ 
۳. جواب المسائل المدنیات؛ 
۴. مناسک حج؛ 
۵. حاشیه بر مختلف؛ 
۷. دیوان اشعار؛
۸. معالم الدین و ملاذ المجتهدین در فقه و اصول فقه